# Pseudopiptocarpha tovarensis
Pseudopiptocarpha tovarensis là một loài thực vật có hoa trong họ Cúc. Loài này được (Gleason) H. Rob. & S.C. Keeley mô tả khoa học đầu tiên năm 2007.